# Komunistyczna Partia Zachodniej Ukrainy
Komunistyczna Partia Zachodniej Ukrainy (KPZU, ukr. Комуністична партія Західної України) – nielegalna partia komunistyczna, działająca w II Rzeczypospolitej w województwach lwowskim, stanisławowskim, tarnopolskim i wołyńskim.
Prekursorami późniejszej KPZU były:
- grupy socjalistyczno-komunistyczne Borysławia, Drohobycza i Stryja,
- działacze IRSD (Osyp Kriłyk Wasylkiw, Roman Kuźma, Roman Rozdolśkyj),
- działacze borotbistów (Karol Sawrycz, Mykoła Chrystowyj, Mychajło Jałowyj).

Partia powstała w 1923 r. z przekształcenia Komunistycznej Partii Galicji Wschodniej. W 1924 r. połączyła się z Ukraińską Partią Socjal-Demokratyczną (USDP), następnie w 1925 r. została wcielona na zasadzie autonomii do Komunistycznej Partii Robotniczej Polski. Tak jak KPRP/KPP, KPZU posiadała Wydziały KC: Wydział Wojskowy (kierowany przez Oskara Berkowicza), Wydział Zawodowy, Wydział Rolny, Wydział Kolejowy. Partia odrzucała walkę zbrojną i sabotaż. Pod względem ideowym nie była jednolita i posiadała kilka frakcji. Największą z nich była grupa narodowych komunistów, która podkreślała sprawę ukraińską. Mniejszość stanowili natomiast internacjonaliści, których poglądy miały znikomy wpływ na partię. Partia skupiała się na emancypacji narodu ukraińskiego i jego dążeniu do niezależności, co było postawą odmienną od tej propagowanej przez bolszewików. Odcinała się przy tym od nacjonalizmu. Partia pomimo delegalizacji zyskała szerokie poparcie pośród mniejszości ukraińskiej, a duży wpływ na tę sytuację miały wydarzenia w ówczesnej Ukraińskiej Socjalistycznej Republice Radzieckiej, gdzie realizowano politykę NEP-u i „ukrainizacji” oraz stawiany przez partię postulat reformy rolnej. Głównymi rywalami KPZU była Polska Partia Socjalistyczna i Polskie Stronnictwo Ludowe „Wyzwolenie”.
W 1927 roku większość członków KPZU poparła odchylenie nacjonalistyczne (czyli kierunek ukrainizacyjny) Ołeksandra Szumskiego, co spowodowało szybką reakcję Łazara Kaganowicza i konflikt z Komunistyczną Partią Polski, która nie zgadzała się na połączenie całego obszaru Ukrainy w jeden organizm państwowy. Partia została oskarżona o zdradę idei komunistycznej i podzieliła się. Większość (szumskiści) popierała politykę ukrainizacji Szumskiego w USRR, natomiast mniejszość pozostała wierna Kaganowiczowi. 18 lutego 1928 większość (wasylkiwcy) pod przewodnictwem Kriłyka i Kuźmy została wykluczona z Kominternu i od tej pory występowały dwie partie: KPZU-większość i KPZU-mniejszość. Przedstawiciele wasylkiwców występowali przeciw polityce Józefa Stalina i Kaganowicza, żądali realnej ukrainizacji USRR. Pod koniec 1928 roku KPZU-większość ogłosiła samorozwiązanie, a jej liderzy wyznali swoje błędy i wyjechali do ZSRR, gdzie wkrótce zostali uwięzieni i straceni. Partię rozwiązano w 1938 roku, razem z Komunistyczną Partią Polski. Większość jej działaczy przebywających w ZSRR została uwięziona przez NKWD i stracona podczas wielkiego terroru lat trzydziestych, innych dotknęło to podczas okupacji sowieckiej (1939–1941). Do rehabilitacji partii doszło w 1956 roku.
Do czołowych przywódców partii zalicza się działaczy takich jak: Aleksander Szpilman, Nestor Chomyn, Ostap Dłuski, Roman Kuźma Turianśkyj, Osyp Kriłyk, I. Senyk, Ozjasz Szechter, Hryhorij Iwanenko Barnaba, Myron Zajaczkiwśkyj Kosar. Organami prasowymi partii były: „Nasza Prawda”, „Ziemla i Wola”, „Walka Mas”, „Kultura”, „Trybuna Robotnicza”. Podlegały jej organizacje: Ukraińskie Zjednoczenie Włościańskie i Partia Wolności Ludu.